# Jegor Gerasimov
Jegor Aleksejevitj Gerasimov (hviderussisk: Ягор Аляксеевіч Герасімаў, russisk: Егор Алексеевич Герасимов, født 11. november 1992 i Minsk, Hviderusland) er en professionel tennisspiller fra Hviderusland.